# Geminiano
Geminiano is een gemeente in de Braziliaanse deelstaat Piauí. De gemeente telt 5.465 inwoners (schatting 2009).